# Eternitatea și încă o zi
Eternitatea și încă o zi (în greacă Μια αιωνιότητα και μια μέρα, Mia aioniótita kai mia méra) este un film grecesc din 1998, cu Bruno Ganz, care a fost regizat de Theo Angelopoulos. Filmul a câștigat Palme d’Or și Premiul Juriului Ecumenic la Festivalul de Film de la Cannes din 1998. Filmul a fost propunerea Greciei pentru cel mai bun film în străin la cea de-a 71-a ediție a premiilor Oscar, dar nu a fost acceptat.

## Prezentare
Alexandros (Bruno Ganz) este un poet de vârstă mijlocie care poartă barbă. El își părăsește apartamentul său din Salonic aflat pe litoral, după ce a aflat că are o boală terminală și trebuie să se interneze într-un spital a doua zi pentru a face mai multe teste. El încearcă să-și pună lucrurile în ordine și să găsească pe cineva care să aibă grijă de câinele său. El discută, în mintea sa, cu soția sa care este moartă, Anna (Isabelle Renauld), aceasta îi apare încă tânără.
Alexandros ascunde de poliție un tânăr albanez, un spălător de geamuri de autovehicule, în timp ce poliția arestează, pentru a-i deporta, alți băieți ca el la un punct de control al traficului. Mai târziu, Alexandros face o vizită fiicei sale de 22 de ani (Iris Chatziantoniou), dar nu îi spune nimic despre diagnosticul său. În schimb, el îi aduce câteva scrisori scrise de mama ei, pe care le citește cu voce tare, declanșându-i amintiri din vremea când fiica lor nou-născută făcea băiță. El află că fiica sa și soțul ei au vândut casa familiei de lângă plajă, fără să-i spună nimic. De asemenea, ei refuză să aibă grijă de câinele lui.
La întoarcere, Alexandros îl întâlnește din nou pe băiatul imigrant și este martor la prinderea sa de către traficanții de oameni care încearcă să-l vândă într-o adopție ilegală. Alexandros se infiltrează printre traficanți și, într-un moment de confuzie, încearcă să se strecoare cu copilul, dar este prins de traficanți și trebuie să plătească ceea ce îi cer. Încearcă să-l suie pe copil într-un autobuz și apoi într-un taxi, dar acesta continuă să fugă, așa că decide să-l ducă personal la granița cu Albania.
Alexandros ajunge la graniță unde observă un gard din sârmă ghimpată lângă un munte înzăpezit, aparent cu cadavre lipite de gard. În timp ce cei doi așteaptă să se deschidă poarta, băiatul recunoaște că a mințit despre viața sa în Albania. Cei doi abia scapă cu greu de o santinelă de la frontieră și se duc înapoi la autovehiculul lui Alexandros.
Alexandros face o vizită menajerei sale, Ourania (Helene Gerasimidou). Ea se află în mijlocul unei petreceri la o nuntă și dansează între fiul ei și mireasa lui. Scena este întreruptă când apare Alexandros. Acesta îi lasă câinele, iar apoi dansul și muzica, care se opriseră, se reiau ca și cum nimic nu i-ar fi oprit.
Băiatul se duce la ruinele unui spital, unde este jelit un alt băiat, Selim, într-o scenă cu multe lumânări, de zeci de alți tineri. Alexandros și băiatul fac o călătorie cu autobuzul și întâlnesc tot felul de oameni, un protestatar politic obosit, un cuplu certat sau un trio de muzică clasică. De asemenea, ei privesc pe fereastră la trei oameni cu biciclete care pedalează, îmbrăcați ciudat cu pelerine de ploaie galbene strălucitoare. Băiatul pleacă în miez de noapte, urcând la bordul unei nave imense, luminoase, a cărei destinație nu este cunoscută.
Alexandros intră în vechea sa casă. El o privește, iese pe ușa din spate și ajunge în trecutul său însorit, unde cântă soția sa Anna și alți prieteni. Se opresc, îl roagă să li se alăture, apoi dansează cu toții și, în curând, se mai văd doar poetul și soția lui în mișcare. Apoi, ea se îndepărtează încet - încet și el se pare că nu o mai poate vedea. El îi spune că refuză să meargă mâine la spital așa cum a fost programat și o întreabă cât mai este până mâine. Ea îi spune că până mâine mai este eternitatea și încă o zi.

## Distribuție
- Bruno Ganz - Alexandre
- Isabelle Renauld - Anna
- Fabrizio Bentivoglio - poet
- Achileas Skevis - copil
- Alexandra Ladikou - mama Annei
- Despina Bebedelli - mama lui Alexandre
- Helene (Eleni) Gerasimidou - Urania
- Iris Chatziantoniou - fiica lui Alexandre
- Nikos Kouros - unchiul Anei
- Alekos Oudinotis - tatăl Anei
- Nikos Kolovos - doctor

## Muzica
Coloana sonoră a filmului a fost compusă de Eleni Karaindrou și a fost lansată de casa de discuri ECM în 1998.

## Primire
Alături de Dispărutul din 1982, regizat de Costa-Gavras și care este o coproducție, este singurul film grecesc care a câștigat Palme d'Or la Festivalul Internațional de Film de la Cannes.
Eternitatea și încă o zi a fost foarte apreciat atât în Grecia, cât și în străinătate. Pe lângă recenzii excelente, filmul a mai primit Premiul Juriului Ecumenic. La Festivalul de Film de la Salonic din 1998, a câștigat 7 premii; pentru cel mai bun film, cel mai bun regizor, cel mai bun scenariu, cea mai bună muzică, cea mai bună actriță într-un rol secundar, cele mai bune costume și cele mai bune decoruri.
Pe Imdb.com are un rating de 7,8/10, pe Rotten Tomatoes are o notă excelentă de 95/100 (cel mai mare pentru un film grecesc) și este evaluat „capodoperă” și are rating-ul de 5/5 pe AllMovie.com, fiind singurul film grecesc care a reușit să obțină punctajul perfect.

### Premii
| Premiu                                  | Categorie                           | Primitori și nominalizați          | Rezultat |
| --------------------------------------- | ----------------------------------- | ---------------------------------- | -------- |
| Festivalul de Film de la Cannes (1988)  | Palme d'Or                          | Theodoros Angelopoulos             | Câștigat |
| Festivalul de Film de la Cannes (1988)  | Premiul Juriului Ecumenic           | Theodoros Angelopoulos             | Câștigat |
| Festivalul de Film de la Salonic (1988) | Cel mai bun film                    | Theodoros Angelopoulos             | Câștigat |
| Festivalul de Film de la Salonic (1988) | Cea mai bună actriță - rol secundar | Eleni Gerasimidou                  | Câștigat |
| Festivalul de Film de la Salonic (1988) | Cel mai bun regizor                 | Theodoros Angelopoulos             | Câștigat |
| Festivalul de Film de la Salonic (1988) | Cel mai bun scenariu                | Theodoros Angelopoulos             | Câștigat |
| Festivalul de Film de la Salonic (1988) | Cea mai bună coloană sonoră         | Eleni Karaindrou                   | Câștigat |
| Festivalul de Film de la Salonic (1988) | Cele mai bune decoruri              | Giorgos Ziakas, Costas Dimitriadis | Câștigat |
| Festivalul de Film de la Salonic (1988) | Cele mai bune costume               | Giorgos Patsas                     | Câștigat |